# Peter Pringsheim
Peter Pringsheim (Munique, 19 de março de 1881 — Antuérpia, 20 de novembro de 1963) foi um professor de física alemão

## Publicações selecionadas
- Die lichtelektrischen Erscheinungen. Braunschweig 1914 (mit  Robert Wichard Pohl)
- Fluoreszenz und Phosphoreszenz im Lichte der neueren Atomtheorie. Berlin 1921, 2. Aufl. 1923, 3. Aufl. 1928
- Luminescence of Liquids and Solids and its Practical Applications. New York 1943, Rev. Repr. 1946 (mit M. Vogel). (dt. Lumineszenz von Flüssigkeiten und festen Körpern. Berichtigte und auf den neuesten Stand ergänzte deutsche Ausgabe. Weinheim 1951 (mit M. Vogel)
- Fluorescence and Phosphorescence. New York 1949